# 尹贤智
尹贤智（韩语： Yoon Hyunji，1994年2月14日—），韩国女子柔道运动员，2015年亚洲柔道锦标赛女子78公斤级铜牌得主、2019年亚洲柔道锦标赛女子78公斤级铜牌得主、2021年亚洲柔道锦标赛女子78公斤级金牌得主、2022年亚洲运动会女子78公斤级铜牌得主。